# Mujandjae Kasuto
Mujandjae Kasuto est un boxeur namibien né le 25 novembre 1985.

## Carrière
Battu au premier tour des Jeux olympiques de 2008 à Pékin en poids welters, il parvient à se qualifier pour les Jeux de Londres en 2012 dans la catégorie poids moyens.

## Palmarès

### Jeux olympiques
- Qualifié pour les Jeux de 2012 à Londres, Angleterre
- Participation aux Jeux de 2008 à Pékin,  Chine